# Paramésuara (matemático)
Vatasseri Paraméshvara Nambudiri (ca. 1380-1460) fue un matemático y astrónomo indio principal de la escuela de Kerala de astronomía y matemáticas, fundada por el matemático Madhava de Sangama Grama (1350-1425). También era astrólogo.
En idioma malayalam su nombre se escribe: വടശ്ശേരി പരമേശ്വരന്.
Paraméshuara fue un proponente de la astronomía observacional en la India medieval, e hizo una serie de observaciones de los eclipses para verificar la exactitud de los métodos de cálculo entonces en uso. Con base en sus observaciones de eclipses, Paramésuara propuso varias correcciones a los parámetros astronómicos que habían estado en uso desde los tiempos de Aria-Bhatta. El tipo de cálculo basado en la serie de parámetros revisados se conoce como el sistema Drigganita.
Paramésuara fue también un prolífico escritor sobre temas relacionados con la astronomía. Al menos 25 manuscritos han sido identificados como de su autoría.

## Detalles biográficos
Paramésuara nació en una familia hinduista del Bhrigú-gotra (el linaje del mítico sabio Bhrigú) que seguían el Asualaiana-sutra (una sección del Rig-veda, el texto más antiguo de la India, de mediados del II milenio a. C.).
El nombre de familia de Paramésuara (Illam) era Vatasseri (también llamado Vatasreni). Su familia residía en la aldea de Alathiyur (sanscritizada como Asvattha-Grama) en Tirur (estado de Kerala). Alathiyur se encuentra en la orilla norte del río Nila (también llamado río Bharathappuzha) en su desembocadura en Kerala.
Paramésuara era nieto de un discípulo de Góvinda Bhattathiri (1237-1295), un legendario astrólogo de Kerala.
Parameshvara estudió con los maestros Rudra, Naraiana, y Sangama-Grama Mádhava (1350-1425), el fundador de la escuela de Kerala de astronomía y matemáticas.
Su hijo Damodara fue también su discípulo, y se convirtió en un miembro destacado de la escuela de Kerala. Paraméshuara también fue profesor de Nila-Kantha Soma-Iayi (1444-1544), autor de la célebre Tantra-samgraja.

## Trabajos
Parameshuara escribió comentarios sobre muchas obras de matemáticas y astronomía, como las de Bhaskara I y Aria-Bhatta. Durante un período de 55 años hizo una serie de observaciones de los eclipses, y constantemente las comparó con las posiciones teóricamente calculadas de los planetas. Basado en sus observaciones, revisó los parámetros planetarios.
La contribución más importante de Paramésuara fue su fórmula de la media tipo de valor para la interpolación inversa del seno. Fue el primer matemático para dar el radio del círculo con un cuadrilátero inscrito, una expresión que se atribuye normalmente a Simon L’Huillier (1750-1840), 350 años más tarde (en 1782). Si los lados del cuadrilátero cíclico son a, b, c y d, el radio R del círculo circunscrito es:
{\displaystyle R={\sqrt {\frac {(ab+cd)(ac+bd)(ad+bc)}{(a+b+c-d)(b+c+d-a)(c+d+a-b)(d+a+b-c)}}}.}

## Obras escritas por Paramésuara
Los siguientes son algunas obras muy conocidas de Paramésuara.
- Bhatadipika, comentario sobre el Aria-bhatiia de Aria-bhata I
- Karmadipika, comentario sobre el Maja-bhaskaría de Bhaskara I
- Paramésuari, comentario sobre el Laghu-bhaskariia de Bhaskara I
- Sidhantadipika, comentario sobre el Maja-bhaskaría-bhashia de Góvinda Suami
- Vivarana, comentario sobre el Suria-sidhanta y el Lilavati
- Drigganita, descripción del sistema drik (compuesto en el 1431).
- Gola-dípika, astronomía y geometría esférica (compuesto en el 1443 CE).
- Grahanamandana, cálculo de eclipses (su época es el 15 de julio de 1411).
- Grahanavyakhyadipika, fundamentos de la teoría de los eclipses
- Vakyakarana, métodos para la derivación de varias tablas astronómicas